# UFC Apex
O UFC Apex é um centro de eventos localizado em Enterprise, Nevada e de propriedade do Ultimate Fighting Championship (UFC). A instalação foi escolhida em parte devido à sua proximidade com o UFC Performance Institute, que funciona como a sede da empresa e está localizado do outro lado da rua. O Apex foi construído para receber eventos ao vivo, bem como shows em estúdio.

## História
A instalação foi inaugurada oficialmente em 18 de junho de 2019. Na esteira da pandemia COVID-19, vários eventos do UFC (incluindo o UFC 250 ) foram realizados na Apex a portas fechadas . O octógono no Apex é notável por ser menor do que o octógono usado em todos os outros eventos do UFC, com 25 pés de largura ao invés dos habituais 30 pés. Para fins de contexto, o octógono em todos os outros eventos tem uma área 44% maior do que o octógono no Apex. Os primeiros dados de luta no Apex e as especulações dos fãs sugeriram que o tamanho menor do octógono resultou em lutas de maior volume e de ritmo mais rápido, junto com mais finalizações.

## Eventos

### Eventos agendados
| Evento                                 | Data                | Ref.          |
| -------------------------------------- | ------------------- | ------------- |
| UFC Fight Night: Gane vs. Volkov       | 26 de junho de 2021 | [ 9 ]         |
| UFC na ESPN: The Korean Zombie vs. Ige | 19 de Junho de 2021 | [ 10 ] [ 11 ] |

### Eventos passados
| Event                                   | Date                    | Ref.          |
| --------------------------------------- | ----------------------- | ------------- |
| UFC Fight Night: Rozenstruik vs. Sakai  | 5 de Junho de 2021      | [ 12 ] [ 11 ] |
| UFC Fight Night: Font vs. Garbrandt     | 22 de Maio de 2021      | [ 13 ]        |
| UFC on ESPN: Rodriguez vs. Waterson     | 8 de Maio de 2021       |               |
| UFC on ESPN: Reyes vs. Procházka        | 1 de Maio de 2021       |               |
| UFC on ESPN: Whittaker vs. Gastelum     | 17 de Abril de 2021     | [ 14 ]        |
| UFC on ABC: Vettori vs. Holland         | 10 de Abril de 2021     | [ 15 ]        |
| UFC 260: Miocic vs Ngannou 2            | 27 de Março de 2021     | [ 16 ]        |
| UFC on ESPN: Brunson vs. Holland        | 20 de Março de 2021     | [ 16 ]        |
| UFC Fight Night: Edwards vs. Muhammad   | 13 de Março de 2021     | [ 16 ]        |
| UFC 259: Błachowicz vs. Adesanya        | 6 de Março de 2021      | [ 17 ]        |
| UFC Fight Night: Rozenstruik vs. Gane   | 27 de Fevereiro de 2021 | [ 18 ]        |
| UFC Fight Night: Blaydes vs. Lewis      | 20 de Fevereiro de 2021 | [ 19 ]        |
| UFC 258: Usman vs. Burns                | 13 de Fevereiro de 2021 | [ 20 ]        |
| UFC Fight Night: Overeem vs. Volkov     | 6 de Fevereiro de 2021  | [ 21 ]        |
| UFC Fight Night: Thompson vs. Neal      | 19 de Dezembro de 2020  | [ 22 ]        |
| UFC 256: Figueiredo vs. Moreno          | 12 de Dezembro de 2020  | [ 23 ]        |
| UFC on ESPN: Hermansson vs. Vettori     | 5 de Dezembro de 2020   | [ 24 ]        |
| UFC on ESPN: Smith vs. Clark            | 28 de Novembro de 2020  | [ 25 ]        |
| UFC 255: Figueiredo vs. Perez           | 21 de Novembro de 2020  | [ 26 ]        |
| UFC Fight Night: Felder vs. dos Anjos   | 14 de Novembro de 2020  | [ 27 ]        |
| UFC Fight Night: Santos vs. Teixeira    | 7 de Novembro de 2020   | [ 28 ]        |
| UFC Fight Night: Hall vs. Silva         | 31 de Outubro de 2020   | [ 29 ]        |
| UFC Fight Night: Covington vs. Woodley  | 19 de Setembro em 2020  | [ 30 ]        |
| UFC Fight Night: Waterson vs. Hill      | 12 de Setembro de 2020  | [ 31 ]        |
| UFC Fight Night: Overeem vs. Sakai      | 5 de Setembro de 2020   | [ 32 ]        |
| UFC Fight Night: Smith vs. Rakić        | 29 de Agosto de 2020    | [ 33 ]        |
| UFC on ESPN: Munhoz vs. Edgar           | 22 de Agosto de 2020    | [ 34 ]        |
| UFC 252: Miocic vs. Cormier 3           | 15 de Agosto de 2020    | [ 35 ]        |
| UFC Fight Night: Lewis vs. Oleinik      | 8 de Agosto de 2020     | [ 36 ]        |
| UFC Fight Night: Brunson vs. Shahbazyan | 1 de Agosto de 2020     | [ 37 ]        |
| UFC on ESPN: Poirier vs. Hooker         | 27 de Junho de 2020     | [ 38 ]        |
| UFC on ESPN: Blaydes vs. Volkov         | 20 de Junho 2020        | [ 39 ]        |
| UFC on ESPN: Eye vs. Calvillo           | 13 de Junho de 2020     | [ 40 ]        |
| UFC 250: Nunes vs. Spencer              | 6 de Junho de 2020      | [ 41 ]        |
| UFC on ESPN: Woodley vs. Burns          | 30 de Maio de 2020      | [ 42 ]        |